# Apate degener
Apate degener là một loài bọ cánh cứng trong họ Bostrichidae. Loài này được Murray miêu tả khoa học năm 1867.